# Improvisators Dub
Improvisators Dub est le premier groupe français de dub live, originaire de Bordeaux formé en 1994 et s'arrête après la mort d'un de ses membres fondateurs Emmanuel Picard en 2009.

## Biographie
Le groupe voit le jour en 1994 à Bordeaux. Il prend alors l'habitude de se produire sous deux formes : « I-Dub Sound a Roots System » avec un son dub-digital typique du mouvement anglais des années 1980 ; et « Improvisators Dub Featuring » pour des projets dub « chanté .Après plusieurs représentations locales, le groupe commence à enregistrer ses premiers titres à partir de 1997.
Le groupe fait partie, avec les angevins de Zenzile et les lyonnais d'High Tone et Kaly Live Dub ou encore Lab° et Löbe Radiant Dub System d'un mouvement de « dub à la française » dans les années 2000 avec l'utilisation d'instruments en concert auxquels sont directement appliqués une multitude d'effets, par opposition au dub uniquement conçu à partir de vinyle ou de machines. Bien que le groupe soit avant tout un sound system, il se démarque des autres par l'utilisation d'instruments atypiques en live comme le sitar.
En 2001, Improvisators Dub sort le premier live de dub français, Live Act Outernational. En 2002, pour l'album Super Vocal & Dub Session, ils collaborent avec deux chanteurs, Jonah Dan  et Danny Vibes ainsi qu'à Russ Disciples pour le mix, avec qui ils avaient déjà travaillé sur Dub & Mixture. Toujours prêts pour de nouveaux sons, ils enregistrent In a Dubtone en 2004 avec High Tone sous le nom d'Highvisators. En 2005, le groupe effectue un ciné-concert. Cette même année, ils sortent leur album W.I.C.K.E.D,(We Introduce Conscious, Knowledge & Energy in Dub) avec le chanteur poète RAS-I , ainsi que Asney et Humble I.
Emmanuel Picard (Manutension), un des membres fondateurs du groupe et fer de lance du mouvement dub en France, également actif en solo, décède le 15 mai 2009. Le groupe arrête alors de se produire.

## Discographie

### Autres
- 1997 : 45T (vinyle 7")
- 1999 : OVO (Version) (vinyle 7")
- 2001 : Live Act Outernational (CD enregistrement  live)
- 2002 : 5 Original Tunes (vinyle 7")
- 2004 : Improvisators Dub Sound System - Live @ Radio Nova (bootleg)

## Membres

### Derniers membres
- Nicolas « Nicolodub » Cabos — basse, claviers, percussions
- Yves « La Fouine » Dubreuil — Sonorisateur Live et Studio

### Anciens membres
- Manu « Manutension » Picard — guitare, programmation, disparu le 15 mai 2009.
- Michael « DreadHiTek » Elliot — claviers, basse disparu le 10 février 2015.
- Franck "MystiKnarF" Poquet -- batterie, melodica disparu le 21 février 2022.

Sur le premier album (Hybrid) étaient aussi présents Nyoto, Ced-Rick et Manu « Cotcot ». Fransax est présent sur "Dub & Mixture", " Live Act Outernational",  "Super Vocal & Dub Session", "Hightvisators", "Wicked".